# Dalkia
Dalkia est une entreprise d'origine française spécialisée dans les services énergétiques et la production d'énergie décentralisée. Si son activité principale reste la fourniture de gaz naturel, elle développe également des énergies renouvelables alternatives comme la biomasse, la géothermie, le biogaz et des  énergies de récupération (valorisation de la chaleur dégagée par les sites industriels ou par les centres de données, valorisation énergétique des déchets). 
Dalkia est une filiale à 100 % du Groupe EDF depuis le 25 juillet 2014.

## Histoire

Ancien logo avant le rachat des parts par EDF

Dalkia est née en 1998 avec l’association de deux entreprises : Esys-Montenay et la Compagnie Générale de Chauffe, à l’époque au sein de Vivendi. 

### Origines
L’origine de Dalkia se trouve dans la société Chauffage Service, qui avait dépanné les chaudières de l’hôpital de Villiers Saint Denis en 1937. Le directeur de l’hôpital avait alors demandé à Chauffage Service un contrat lui assurant la conduite et l’entretien de son installation avec température garantie. Il s’agit alors du premier contrat de performance énergétique. 
Chauffage Service se développe dans les années 1950 sous l’effet du développement de l’habitat collectif et du chauffage urbain.
Dans les années 1960, Chauffage Service fusionne avec la Compagnie Générale de Chauffe (CGC). 
Dans les années 1990, la CGC et Esys-Montenay fusionnent au sein de Vivendi dont elles composent le pôle Énergie Services. Elles développent de nouvelles énergies, comme la cogénération et les énergies renouvelables, et se développent en Europe.

### Création de Dalkia
En 1998, le nouvel ensemble prend le nom de Dalkia. L’entreprise est alors une filiale de Vivendi Environnement. En 2000, EDF entre à son capital. L’accord permet d’élargir la gamme de services et de soutenir son développement international. En 2001, Dalkia rachète l’entreprise Clemessy. En 2002, elle devient le leader européen des services énergétiques. En 2003, Vivendi Environnement devient Veolia Environnement.
En 2008, Dalkia vend ses filiales Clemessy et Crystal à Eiffage. En 2011, Dalkia reprend la gestion du réseau de chauffage de Varsovie, l'un des plus grands de l'Union européenne.

### Scission des activités française et internationale
En octobre 2013, la scission de Dalkia,  est annoncée pour la mi-2014, les activités en France étant transférées à EDF  tandis que l'ensemble des activités internationales reviennent à Veolia. 
La scission prévoit également que Veolia Environnement transfère 550 millions d'euros à EDF, car les activités internationales ont une valeur supérieure à 66 % (la part d'actions Dalkia détenue par Veolia) de l'ensemble de Dalkia. L'accord prévoit la possibilité d'utiliser la marque Dalkia par les deux groupes pendant 18 mois, puis son unique utilisation par Dalkia France / EDF,. Jusqu’en janvier 2018, la marque Dalkia sera donc exploitée en France par EDF et à l’étranger par Veolia Environnement. Au-delà, elle ne sera plus exploitée que par EDF.
La scission est confirmée par un accord signé entre EDF et Veolia Environnement le 25 mars 2014.

### Depuis 2014
Entre 2015 et 2018, Dalkia fait l’acquisition de plusieurs entreprises spécialisées dans des domaines d’activités connexes : Verdesis (valorisation du biogaz), qui devient Dalkia Biogaz ; Optimal Solutions qui devient Dalkia Smart Building ; Cesbron, qui devient Dalkia Froid Solutions ; Tiru (valorisation des déchets), qui devient Dalkia Wastenergy ; Techsim (air comprimé), qui devient Dalkia Air Solutions. 
Pour son développement international, Dalkia fait également l'acquisition de ZEC Katowice (production et distribution de chaleur), Matex Controls (performance énergétique des bâtiments), Groom Energy Solutions LLC (services énergétiques) et Aegis Energy Services (petites cogénérations).
Dalkia est dirigée par Sylvie Jéhanno, anciennement directrice clients particuliers d’EDF, depuis le 1er janvier 2017.
En juin 2017, EDF crée une marque ombrelle,  "EDF Solutions Energétiques", qui rassemble les filiales spécialisées dans les activités de services énergétiques aux entreprises et aux collectivités (Dalkia et ses filiales, Citelum, Sodetrel et NetSeenergy), les entités gardant leurs marques propres.
En décembre 2020, Dalkia rachète KSB Service EITB-SITELEC, société spécialisée dans le génie électrique. L'entreprise est renommée Dalkia EITB. 
Dalkia cède officiellement le 28 juillet 2021 sa filiale Dalkia Wastenergy au groupe Paprec, entreprise spécialisée dans la collecte et le recyclage des déchets industriels et ménagers. 

## Activités
Dalkia est un spécialiste des services énergétiques et de la production d'énergie décentralisée.

### Métiers
Dalkia intervient sur trois activités principales, : les réseaux de chaleur et de froid, des services pour l’efficacité énergétique des bâtiments, des solutions énergétiques pour les sites industriels. Ses clients sont industriels, tertiaire, santé, habitat collectif, collectivités publiques.
Dalkia gère plus de 330 installations en France, tels que le réseau de chaleur du Grand Lyon, le réseau de chaleur bois de la ville de Bayonne et le réseau de chaleur géothermique de la ville de Cachan. 
Ses services recouvrent la gestion des infrastructures énergétiques, la conception et la gestion des installations, l’optimisation de la consommation énergétique des sites de ses clients et le génie électrique.

### Énergies renouvelables
Dalkia recourt fréquemment à des solutions intégrant des énergies renouvelables et de récupération : biomasse, géothermie,, énergie de récupération, biogaz , 

### International
Principalement implantée en France depuis la scission des activités française et internationale, Dalkia se redéveloppe à l’étranger par des acquisitions. En septembre 2016, Dalkia fait l'acquisition de l'entreprise américaine Groom Energy Solutions LLC, spécialiste de l'efficacité énergétique pour les entreprises.

### Innovation, recherche et développement
Dalkia conduit plusieurs expériences ou activités permettant de développer des énergies renouvelables alternatives, ou des manières innovantes de les gérer : la thalassothermie à Sète et à Marseille, la récupération de l’énergie du centre de données de Natixis à Montrouge, qui alimente le quartier voisin de Val d’Europe, la thermographie par drone, qui permet de détecter des fuites sur les réseaux de chaleur,. Dalkia construit également des smart grid thermiques pour les collectivités territoriales, comme par exemple à Lyon ou à Nanterre. A Cachan, Dalkia continue à développer la géothermie avec la finalisation en février 2018 des travaux de forage sub-horizontal de deux nouveaux puits plus performants[réf. souhaitée].

## Chiffres-clés
Principaux chiffres représentant l'activité de Dalkia, :	
- 330 réseaux urbains et locaux, de chaleur et de froid, soit 2 900 km
- 2 millions de logements collectifs chauffés
- 25 000 établissement tertiaires et commerciaux gérés
- 3 000 sites industriels gérés
- 5 200 établissements de santé

## Organisation

### Direction
Le 1er janvier 2017, Sylvie Jéhanno, ancienne directrice clients particuliers d’EDF, devient directrice générale de Dalkia. Jean-Michel Mazalérat conserve la fonction de président du conseil d'administration. Puis, le 10 janvier 2018, Sylvie Jéhanno devient présidente-directrice générale.

### Organisation régionale
Dalkia est organisé en sept entités régionales autonomes.

## Lobbying
L'entreprise déclare à la Haute autorité pour la transparence de la vie publique exercer des actions de représentation d'intérêts pour un montant compris, en 2020, entre 400 000 et 500 000 euros.